# タチアワユキセンダングサ
タチアワユキセンダングサ（立淡雪栴檀草、学名: Bidens pilosa var. radiata）は、キク科センダングサ属の1年草もしくは多年草。道端や畑に生育する暖地性の雑草で、沖縄県では「さし草」と呼ばれている。
コセンダングサの数ある変種の中のひとつ。

## 特徴
草丈は0.5-1.5mほど。
葉は対生で、5枚の小葉からなる。
直径3cmくらいの白い舌状花と黄色い筒状花をつけた頭状花を、一年中開花させる。
種子は鋭利な棘を持ち、いわゆる「ひっつき虫」として人畜を介し拡散される。
繁殖力は非常に旺盛で、在来種を駆逐する侵略的外来種である。

## 分布
熱帯アメリカを原産地とし、世界各地の熱帯や亜熱帯に外来種として分布している。

### 日本での外来種問題
日本では1840年代に観賞用に導入されたが、1963年に高知県で野生化が初めて確認された。現在では、九州南部、沖縄諸島、先島諸島、小笠原諸島に定着している。
サトウキビ畑の強害雑草となるほか、在来種の植物と競争する可能性がある。また草丈が高く伸び道路の視界を遮るため、歩道や路側帯では積極的に除草が行われている。
外来生物法によって要注意外来生物に指定されている。また、日本生態学会が選定した日本の侵略的外来種ワースト100に含まれている。

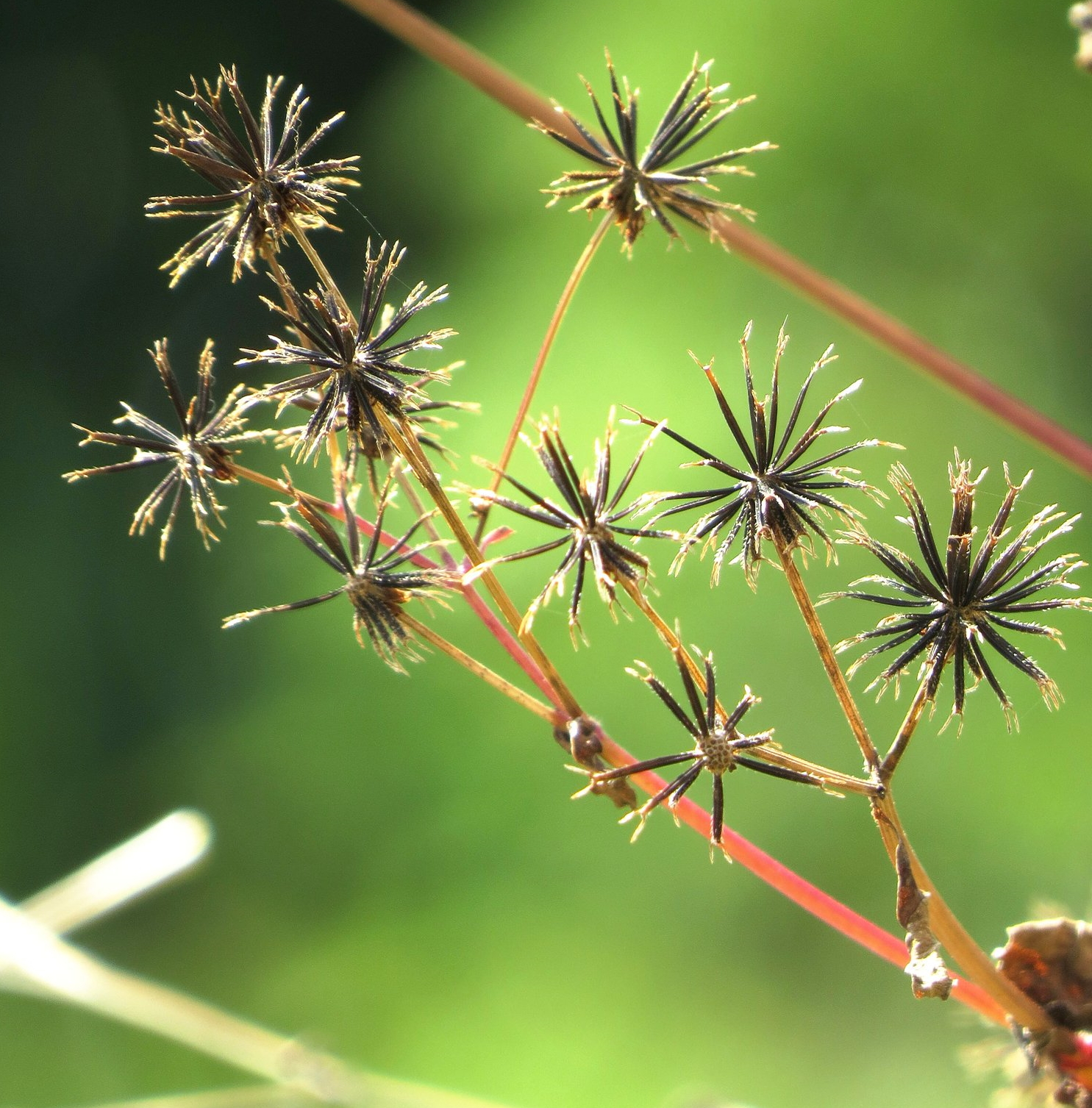
タチアワユキセンダングサの実。俗に「ひっつき虫」と呼ばれる。

## 利用
沖縄県ではヤギやニワトリなどの飼料として利用される。また養蜂場では蜂蜜の蜜源としても利用されている。
野草として食用にもなり、栄養価が高く抗酸化作用などが認められることから健康食品としての利用も試みられている。
宮古島の一部では、「宮古ビデンスピローサ」という名称で栽培されている。